# Noël Saint-Clair
 (septembre 2010).
Si vous disposez d'ouvrages ou d'articles de référence ou si vous connaissez des sites web de qualité traitant du thème abordé ici, merci de compléter l'article en donnant les références utiles à sa vérifiabilité et en les liant à la section « Notes et références ».
Noël Saint-Clair (pseudonyme de Noël Coignac), né en 1948, est un chanteur et auteur-compositeur français qui débuta dans la chanson sous le nom de Noël Cognac. 

## Biographie
Il commence sa carrière d'artiste en 1967 au "Jeu de la chance" animé par Roger Lanzac. En 1968, il obtient le prix du public au Festival de la Chanson de Spa (Belgique), puis l'"hermine d'or" au festival de la chanson française à Rennes.En 1969, il se présente à la sélection française, pour l'Eurovision 1969. Il sera ensuite artiste signé chez Pathé Marconi, avant de créer son propre label en 1976 (distribué par WEA). Il a produit plus de vingt 45 tours.
En novembre 2008, il sort son dernier album intitulé "La vie".
Au début des années 70 il a souvent animé, avec son orchestre,  la station balnéaire d'Agadir au Maroc. Il a aussi écrit une chanson pour la ville d'Agadir. Il était notre mascotte et il organisait des spectacles chaque semaine dans l'hôtel  Atlas de la Royal Air Maroc (1 fleuron à l'époque). Il faisait venir pour cela des vedettes de la chanson. Son bassiste, Claude Perraudin,  était en plus un bon  musicien compositeur...
Ayant abandonné la chanson, il vit actuellement à Mourenx (Pyrénées-Atlantiques), où il a ouvert une épicerie en 2018.

## Discographie
- Monsieur le Professeur Barnard - Qui c'est qui... lavera mes chemises (1968)
- Fleur de papier, je t'aime - Le plus beau spécimen de la chanson - Le premier pas sur la lune - Hey Don Juan (1969)
- La fille que j'attends - Je t'aime, I love you (1970)
- Celui qui... c'est moi - Encore un été sans toi (1971)
- Pour toi - Ta vie entre mes bras (1972)
- Tu m'aimeras - Au fil des jours (1972)
- Viens faire un tour dans ma vie - Le voleur de soleil (1973)
- C'est différent - Prends mon cœur, prends mes clés (1974)
- Avoir le cœur qui chante - Toi qui dors dans mes bras (1976)
- Téléphone au soleil - Mi amore ciao (1979)
- Lolita - Cuir noir et moleskine (1982)
- Bon anniversaire, chérie (1989)
- La vie (2008)   ici ; http://fr.sephoramusic.com/rec-rapide.htm?motcle=noel+saint+clair&valid_chercher.x=8&valid_chercher.y=10&catid=
- Sources principales : http://noel.saint.clair.over-blog.com/  le blog de Philippe sur (over-blog.com) et de Noël Coignac lui-même,  qui m'a fourni tous les documents, les photos, les disques originaux ont été achetés sur ce site : http://www.cdandlp.com

## Lien
- La discographie de Noël Saint-Clair sur encyclopédisque
- Le blog de Nöel Saint-Clair:  http://noel.saint.clair.over-blog.com/
- Extraits de chansons avec autorisations de l'auteur Noël Coignac; http://coudfil.musicblog.fr/